# Джоргер, Дэвид
Дэвид Джоргер (англ. David Joerger, род. 21 января 1974 года) — американский профессиональный баскетбольный тренер, в последнее время работавший главным тренером клуба Национальной баскетбольной ассоциации «Сакраменто Кингз». До прихода в НБА Джоргер работал главным тренером «Дакота Уизардс» с 2002 по 2004 год и с 2006 по 2007 год, которая выступала в Международной баскетбольной ассоциации, Континентальной баскетбольной ассоциации и в Лиги развития НБА. Под его руководством команда становилась чемпионом в 2001, 2002, 2004 и 2007 годах. Он также работал главным тренером клуба «Су-Фолс Скайфорс», с которым в 2005 году завоевал чемпионский титул.

## Начало тренерской карьеры
По окончании обучения в Университете штата Миннесота в Мурхеде, Джоргер получил должность генерального менеджера клуба Международной баскетбольной ассоциации «Дакота Уизардс». В 1997 году он стал ассистентом главного тренера, а в сезоне 2000/01 уже занял пост главного тренера. Под его руководством клуб заметно улучшил свои результаты, завершив сезон с 30 победами и 10 поражениями. В финале чемпионата против «Де-Мойн Драгонс», проходившем в формате до 3-х побед, «Уизардс» проиграли первые две встречи, однако выиграли следующие три и стали чемпионами ассоциации.

## Карьера в НБА
Перед началом сезона НБА 2007/08 годов Джоргер получил должность ассистента тренера клуба НБА «Мемфис Гриззлис», где он стал работать под руководством Марка Айварони. В 2011 году, под руководством Лайнелла Холлинза Джоргер стал проявлять себя как один из лучших ассистентов и стал одним из главным специалистов в команде по защите. С его помощью «Гриззлис» улучшили свою игру в защите и по этому показателю заняли 9 место в 2011 года (в 2010 году клуб занимал 24 место), 7 в 2012 году и 2 в 2013 году.
10 июня 2013 года руководство «Гриззлис» объявило, что несмотря на то, что команда впервые в своей истории дошла до финала Западной конференции, с Холлинзом не будет продлён контракт на следующий сезон. 27 июня 2013 года Джоргер занял пост главного тренера «Мемфис Гриззлис».
В своём дебютном сезоне Джоргер дважды назывался тренером месяца Западной конференции в январе и апреле.
28 мая 2014 года было объявлено, что с Джоргером был продлён контракт ещё на три года.
7 мая 2016, «Мемфис» уволил Джоргера, а уже 9 мая он подписал четырехлетний контракт с «Сакраменто Кингз».
За три года в «Кингз» Джоргеру ни разу не удалось вывести свою команду в плей-офф и 11 апреля 2019 года Дэвид был уволен с занимаемой им должности.